# Ahlsdorf
Ahlsdorf er en kommune i landkreis Mansfeld-Südharz i den tyske delstat Sachsen-Anhalt.
Ahlsdorf ligger ca. 7 km vest for Eisleben. Kommunen hører til Verwaltungsgemeinschaft Mansfelder Grund-Helbra som har administration i den nærliggende landsby Helbra.
I Ahlsdorf ligger også landsbyen Ziegelrode.
Ahlsdorf er kendt tilbage til 780; navnet var tidligere stavet Alsdorf.